# آلن ویتی
آلن ویتی (انگلیسی: Allen Whitty; ۵ مهٔ ۱۸۶۷ – ۲۲ ژوئیهٔ ۱۹۴۹) تیرانداز اهل بریتانیا بود.
وی در مسابقات کشوری و بین‌المللی در مجموع برندهٔ ۱ مدال طلا شده‌است.